# Winnie Holzman
Winnie Holzman (New York, 18 agosto 1954) è una sceneggiatrice, librettista e attrice statunitense.

## Biografia
Nata nel distretto newyorkese di Manhattan da una famiglia ebrea, Holzman crebbe a Roslyn Heights nella Contea di Nassau a Long Island. Studiò scrittura creativa a Princeton e scrittura per il teatro musicale alla New York University, sotto la supervisione di Arthur Laurents, Stephen Sondheim, Harold Prince, Leonard Bernstein, Betty Comden ed Adolph Green. Arthur Laurents curò la regia del suo primo musical, Birds of Paradise, debuttato nell'Off Broadway nel 1987. Il suo più grande successo lo ottenne nel 2003, quando scrisse il libretto del musical Wicked, che le valse il Drama Desk Award e una candidatura al Tony Award al miglior libretto di un musical. In campo televisivo è nota soprattutto per le sue sceneggiature di In famiglia e con gli amici, Ancora una volta e My So-Called Life, che gli valse una candidatura al Premio Emmy.
Dal 1984 è sposata con Paul Dooley.

## Filmografia parziale

### Attrice

#### Cinema
- Jerry Maguire, regia di Cameron Crowe (1996)

#### Televisione
- In famiglia e con gli amici - serie TV, 1 episodio (1990)
- Agli ordini papà - serie TV, 1 episodio (1992)
- My So-Called Life - serie TV, 1 episodio (1994)
- Ancora una volta - serie TV, 3 episodi (2000-2002)
- Roswell - serie TV, 2 episodi (2000-2002)
- Curb Your Enthusiasm - serie TV, 1 episodio (2007)
- The Comeback - serie TV, 3 episodi (2014)

### Sceneggiatrice

#### Cinema
- Solo se il destino ('Til There Was You), regia di Scott Winant (1997)
- Wicked, regia di Jon M. Chu (2024)

#### Televisione
- In famiglia e con gli amici - serie TV, 10 episodi (1990-1991)
- Blue Jeans - serie TV, 1 episodio (1991)
- My So-Called Life - serie TV, 19 episodi (1994-1995)
- Ancora una volta - serie TV, 13 episodi (1999-2002)
- Huge - Amici extralarge - serie TV, 10 episodi (2010)

### Produttrice
- My So-Called Life - serie TV, 19 episodi (1994-1995)
- Ancora una volta - serie TV, 61 episodi (1999-2002)
- Huge - Amici extralarge - serie TV, 10 episodi (2010)